# Паја Патак
Паја Патак је цртани лик из филма и стрипа, којег је измислио Волт Дизни. Паја је бели патак са жуто-наранџастим кљуном, ногама и стопалима. Обично је обучен у морнарску блузу и капу, али без панталона (сем када иде на пливање). Паја Патак је српски превод његовог оригиналног имена Доналд Дак (Donald Duck), којег је измислио преводилац у издавачкој кући Политика, у којој се Пајин лик први пут појавио на нашим просторима.
Паја има четири прста на рукама да би се лакше и брже цртао.
Паја Патак има девојку Пату (коју никако да ожени) и три сестрића Рају, Влају и Гају. Има богатог стрица Бају, који је велика шкртица.
Његови пријатељи су Мики Маус, Мини Маус, Мића, Белка, Хорације, Плутон, Хроми Даба.
Према цртаном филму Donald Gets Drafted (1942), Пајино пуно име у оригиналу је Donald Fauntleroy Duck (чини се да је његово средње име асоцијација на његову морнарску капу). Први пут се појавио у цртаном филму који носи назив Паметна мала кока.
У Србији глас му је 1980-их позајмио Мића Татић. Од 2006. глас му је позајмљивао Лако Николић.

## Други језици
- дански: Anders And
- индонежански: Donal Bebek
- исландски: Andrés Önd
- италијански: Paolino Paperino
- македонски: Пајо Паторот
- пољски: Kaczor Donald
- португалски: Pato Donald
- руски: Дональд Дак
- словеначки: Jaka Racman
- турски: Donald Amca
- фински: Aku Ankka
- хрватски: Paško Patak
- шведски: Kalle Anka